# Bistum Massa Marittima-Piombino
Das Bistum Massa Marittima-Piombino (lat.: Dioecesis Massana Plumbinena, ital.: Diocesi di Massa Marittima-Piombino) ist ein in Italien gelegenes Bistum der römisch-katholischen Kirche mit Sitz in Massa Marittima (Toskana).
Im 5. Jahrhundert wurde das Bistum Massa Marittima errichtet. Am 14. Mai 1978 erhielt es den heutigen Namen.